# Andrew Weibrecht
Andrew Weibrecht  (Lake Placid, New York, 10. veljače 1986.) je američki alpski skijaš. Glavne discipline su mu spust i superveleslalom.
Najveći uspjeh u svojoj karijeri Andrew Weibrecht ostvario je na Olimpijskim igrama 2010. godine u Vancouveru gdje je osvojio brončanu medalju u superveleslalomu a u istoj disciplini osvoja srebro na Olimpijskim igrama u Sočiju 2014. Osvojio je i brončanu medalju u superveleslalomu na juniorskom svjetskome prvenstu u Québecu 2006. godine.

## Vanjske poveznice
- FIS rezultati  Arhivirana inačica izvorne stranice od 12. lipnja 2011. (Wayback Machine)
- Profil na stranicama SAD ski tima